# Museum Freriks
Museum Freriks was een streekmuseum in de Nederlandse plaats Winterswijk in de Achterhoek. De gelijknamige stichting droeg zorg voor het onderhoud van Museum Freriks en de daarbij horende heemtuin en kinderboerderij. 

## Mondriaan
Tot december 2011 hingen in het museum drie vroege werken van Piet Mondriaan, die een gedeelte van zijn jeugd in Winterswijk gewoond heeft. Daarnaast hingen er werken van diens vader Pieter Cornelis en van Mondriaans oom en leermeester Frits Mondriaan. Ook waren er enkele gerestaureerde werken van Max van Dam te vinden.
Met de sluiting van museum Freriks per 1 januari 2013 verhuisde het jeugdwerk van Piet Mondriaan tijdelijk naar het Gemeentemuseum Den Haag. Sinds 21 mei 2013 is het weer terug in Winterswijk, en te zien in het nieuwe museum Villa Mondriaan, gevestigd in het voormalige woonhuis van de familie Mondriaan. Het overige deel van de museumcollectie is in depot opgeslagen.

## Geologische collectie
In het museum bevond zich een geologische collectie van de Nederlandse Geologische Vereniging afdeling Winterswijk. Deze is sinds de sluiting van het museum in 2013 in depot opgeslagen. Tot de collectie behoren onder andere fossiele schelpen afkomstig uit miocene afzettingen in de buurtschap Miste, behorende tot het Laagpakket van Aalten. De fossiele schelpenfauna's bevatten ruim 1100 soorten.
Ook diverse vondsten uit de Winterswijkse steengroeve behoren tot de collectie. Verder zijn er noordelijke, zuidelijke en oostelijke zwerfstenen, alsmede botten van mammoet, wolharige neushoorn, rendier en oeros.

## Nieuw museum
Voor het traditioneel ingerichte museum ontstond vanaf 2012 een onzekere toekomst. De gemeente Winterswijk zegde de huur op en verlaagde de jaarlijkse subsidie aan de stichting fors. Op 1 januari 2013 sloot het museum zijn deuren. 
Na de sluiting is het grootste deel van de collectie van "Vereniging het Museum", waaronder de geologische verzameling, opgeslagen in een oude textielfabriek (de MuseumFabriek) Een klein deel van de collectie is vanaf 2017 in wisselende tentoonstellingen gepresenteerd in een centraal in het dorp gelegen oude bakkerij, die is omgevormd tot belevenismuseum Wereld van Wenters. De Wereld van Wenters is op 29 september 2024 gesloten. De gehele collectie zal zich daarna bevinden in de MuseumFabriek. De MuseumFabriek is sindsdien de nieuwe locatie van het museum met tentoonstellingen en een depot met ruim 19.000 objecten.